# Pinkpop 2014
Pinkpop 2014 vond plaats met Pinksteren van zaterdag 7 tot en met maandag 9 juni. Het was de 45e editie van het Nederlands muziekfestival Pinkpop en de 27e in Landgraaf.

## De 45e editie
De 45ste editie werd, net als de 26 voorgaande edities, gehouden op het evenemententerrein Megaland in de gemeente Landgraaf. Het evenement vond, zoals gewoonlijk (uitzonderingen zijn 2008, 2010 en 2013) plaats in het pinksterweekeinde. Nieuw dit jaar was een vierde, kleinschalig, podium. Dit stond op de locatie waar in voorgaande edities de openluchtbioscoop en festivalmarkt te bezoeken waren.
Op 12 maart maakte organisator Jan Smeets het grootste deel van het programma bekend tijdens een persconferentie in Paradiso. Veel namen, zoals Metallica en Editors, waren voor die tijd al bevestigd. De bekendste band die op 12 maart bevestigd werd, zijn The Rolling Stones. Smeets gaf aan dat dit de duurste act in de geschiedenis van Pinkpop is. De kaartverkoop begon drie dagen later op zaterdag 15 maart om 10:00 uur. Binnen een half uur raakten de zaterdagkaarten en de weekendkaarten in recordtijd uitverkocht en eind maart raakten ook de maandagkaarten uitverkocht.
Tijdens het optreden van Jett Rebel kwam funk-legende Larry Graham (Sly & The Family Stone en Graham Central Station) als speciale gast op het podium. Giel Beelen had dit eerder geregeld in zijn programma.
De presentatie bij deze editie was wederom in handen van Giel Beelen en Eric Corton van 3FM.

## Noodweer
Het festival werd op maandag tussen 19.30 uur en 20.30 uur getroffen door zware windstoten en buien. Bezoekers werden opgeroepen om op de hurken te gaan zitten en weg te blijven van bomen en lichtmasten. In tenten voor de regen te schuilen werd niet toegestaan. Het optreden van Arcade Fire werd vanwege het noodweer met een kwartier ingekort. Het optreden van de afsluitende act Metallica werd bovendien enige tijd uitgesteld.
Eerder gaf het KNMI die dag een waarschuwing af voor heel Nederland (code geel, gevaarlijk weer) en in de avond een weeralarm, code rood voor Limburg. Inderdaad ontwikkelde zich een onweersstoring boven Frankrijk, die echter een meer noordelijke route volgde, over het oosten van Noord-Brabant. In het begin van de avond ontstond ook een onweersfront boven de Ardennen, dat naar het noordoosten trok. Dit front trok over Zuid-Limburg, maar alleen de noordelijke rand trof Landgraaf. Terwijl het over Limburg en het Duitse Nordrhein-Westfalen trok, nam het noodweer in omvang en hevigheid toe. Uiteindelijk eiste het noodweer in Duitsland zes dodelijke slachtoffers en veroorzaakte het tientallen miljoenen Euro's schade. Rond 20.30 uur begon het weer boven Pinkpop weer op te klaren. Hierop werd het festival door Metallica afgesloten.
De situatie op deze dag toonde overeenkomsten met de weersituatie boven Hasselt, België, op 18 augustus 2011. Het popfestival Pukkelpop werd toen getroffen door hevig onweer. Daarbij vielen vijf doden. Hoewel hiernaar door autoriteiten en in de media niet openlijk werd verwezen, lijkt de angst voor herhaling van zo'n drama op Pinkpop 2014 wel aanwezig te zijn geweest. Na afloop van het festival lieten de autoriteiten uit monde van burgemeester Raymond Vlecken weten dat overwogen werd om de laatste uren van het festival af te blazen. Margot Ribberink stelde in Knevel & Van den Brink dat het doorgaan onverantwoord was in verband met de code rood die het KNMI afgegeven had. Het Algemeen Dagblad kopte: Festivalleiding bagatelliseert naderend noodweer. Vlecken pareerde deze kritiek door te stellen dat de organisatie geen onverantwoorde risico's genomen had.

## Schema
| Data            | Podia / Artiesten                                           | Podia / Artiesten                                                                                              | Podia / Artiesten                                                          | Podia / Artiesten                                               |
| Data            | Mainstage (Zuid)                                            | 3FMstage (Noord)                                                                                               | Brand Bier Stage (Zuid West)                                               | Stage 4 (West)                                                  |
| --------------- | ----------------------------------------------------------- | --- | -------------------------------------------------------------------------- | --------------------------------------------------------------- |
| Zaterdag 7 juni | Ed Kowalczyk Flogging Molly John Mayer The Rolling Stones   | Haim Joe Bonamassa Bastille                                                                                    | Les Djinns Thé Lau/The Scene White Lies Epica                              | Paceshifters Afterpartees Gecko                                 |
| Zondag 8 juni   | Chef'Special The Kooks Ed Sheeran Editors Arctic Monkeys    | North Mississippi Allstars Limp Bizkit Rudimental Paolo Nutini Robert Plant and the Sensational Space Shifters | Taymir Portugal. The Man Twenty One Pilots The Boxer Rebellion John Newman | Golden Oldies Nina Nesbitt Intergalactic Lovers Brother & Bones |
| Maandag 9 juni  | Mastodon Rob Zombie Biffy Clyro Avenged Sevenfold Metallica | Jett Rebel Kodaline Stromae Jake Bugg Arcade Fire                                                              | Clean Bandit Ghost Young The Giant Bombay Bicycle Club Gogol Bordello      | Birth of Joy Powerman 5000 Kraantje Pappie                      |